# Nicole Scherzinger
Nicole Prescovia Elikolani Valiente Scherzinger (Honolulu (Hawaï, Verenigde Staten), 29 juni 1978) is een Amerikaanse zangeres, danseres, actrice en schrijfster, en maakte deel uit van de Pussycat Dolls.

## Biografie
In 1999 werd Scherzinger ingehuurd door Days of the New voorman Travis Meeks om als achtergrondzangeres bij te dragen aan hun tweede studioalbum. Even later stopte ze met studeren om met de band door de VS te toeren ter ondersteuning van het album. Na de tour met Days of the New in 2000 verlaat Scherzinger de band. Een jaar later, in 2001, werd Scherzinger bekend door haar deelname aan de Amerikaanse talentenjachtshow Popstars, waarvan ze dat jaar een van de winnaars werd. Hierdoor kwam ze terecht in de popgroep Eden's Crush. Na deze groep te hebben verlaten, sloot ze zich aan bij de Pussycat Dolls, die in 2005 en 2006 als zanggroep wereldwijd ging met grote hits als Don't Cha, Stickwitu, Beep, Buttons, I Don't Need a Man en Wait a Minute. Medio 2006 besloot Scherzinger aan een solocarrière te gaan werken, echter nog zonder daarbij de Pussycat Dolls te verlaten. Haar soloalbum Her Name Is Nicole stond voor oktober 2007 gepland. Omdat de uitgebrachte singles (Whatever You Like en Baby Love) weinig succes behaalden, werd de uitgifte echter meerdere malen uitgesteld en uiteindelijk werd het gehele project afgelast. Hierna richtte de zangeres zich op Doll Domination, het tweede album van de Pussycat Dolls, waarvoor ze ook enkele nummers schreef.
In 2010 verlieten meerdere leden, onder wie Scherzinger, de groep, waarmee voor haar de weg vrijkwam voor een solocarrière. De reeds gemaakte opnamen voor haar niet afgemaakte album werden nieuw leven ingeblazen en Scherzinger kon gaan samenwerken met onder meer producer RedOne, The Dream en StarGate. Een nieuwe single getiteld Poison verscheen eind 2010 en behaalde plaats 3 op de Britse hitparade. Het album Killer Love werd begin 2011 afgerond en de release ervan werd voorafgegaan door het uitbrengen van de single Don't Hold Your Breath, die Scherzingers eerste nationale en internationale solo-hit werd. Met Eros Ramazzotti zong zij een duet, Fino all'estasi, dat op de cd Noi van de Italiaanse zanger is verschenen.

## Televisie

### Actrice
In 2012 speelde Scherzinger Boris' Girlfriend in Men in Black 3. In 2016 sprak Scherzinger de stem in van Sina, de moeder van het hoofdpersonage, voor de Disney animatiefilm Moana. In 2018 sprak Scherzinger de stem in van Mo's Mom in Ralph Breaks the Internet. In 2024 keerde Scherzinger terug als de stem van Sina in de animatiefilm Moana 2.

### Jurylid
Scherzinger is ook bekend als jurylid van verschillende muziekprogramma's. Ze was onder meer jurylid in The X Factor UK (seizoen 9-10, 13-14, gastjurylid seizoen 7) naast onder meer Tulisa Contostavlos, Gary Barlow, Simon Cowell, Louis Walsh en Sharon Osbourne. Daarnaast was ze jurylid in The X Factor USA (seizoen 1) naast Simon Cowell, L.A. Reid en Paula Abdul, gastmentor in het 8ste seizoen van The Voice UK, jurylid van het 9de seizoen van Australia's Got Talent naast Lucy Durack, Manu Feildel en Shane Jacobson en vast panellid van The Masked Singer USA (seizoen 1-10).

## Privé
Van 2007 tot 2015 had zij een relatie met de Formule 1-coureur Lewis Hamilton. In 2023 plande ze om te gaan trouwen met oud-rugbyspeler Thom Evans.

## Discografie

### Albums
| Album met eventuele hitnotering(en) in de Nederlandse Album Top 100 | Datum van verschijnen | Datum van binnenkomst | Hoogste positie | Aantal weken | Opmerkingen |
| ------------------------------------------------------------------- | --------------------- | --------------------- | --------------- | ------------ | ----------- |
| Killer love                                                         | 25-03-2011            | 28-05-2011            | 66              | 1            |             |

| Album met hitnotering(en) in de Vlaamse Ultratop 200 albums | Datum van verschijnen | Datum van binnenkomst | Hoogste positie | Aantal weken | Opmerkingen |
| ----------------------------------------------------------- | --------------------- | --------------------- | --------------- | ------------ | ----------- |
| Killer love                                                 | 2011                  | 14-05-2011            | 52              | 5            |             |

### Singles
| Single met eventuele hitnotering(en) in de Nederlandse Top 40 | Datum van verschijnen | Datum van binnenkomst | Hoogste positie | Aantal weken | Opmerkingen                                                        |
| ------------------------------------------------------------- | --------------------- | --------------------- | --------------- | ------------ | ------------------------------------------------------------------ |
| Come to me                                                    | 2006                  | 16-09-2006            | tip8            | -            | met P. Diddy / Nr. 45 in de Single Top 100                         |
| Baby love                                                     | 05-11-2007            | 22-12-2007            | 27              | 4            | met will.i.am / Nr. 56 in de Single Top 100                        |
| Scream                                                        | 2008                  | 22-03-2008            | 13              | 9            | met Timbaland & Keri Hilson / Nr. 16 in de Single Top 100          |
| Jai ho! (You are my destiny)                                  | 2009                  | 11-04-2009            | tip5            | -            | met A.R. Rahman & The Pussycat Dolls / Nr. 42 in de Single Top 100 |
| Heartbeat                                                     | 2010                  | 13-11-2010            | 20              | 9            | met Enrique Iglesias / Nr. 33 in de Single Top 100                 |
| Don't hold your breath                                        | 21-03-2011            | 16-04-2011            | 15              | 7            | Nr. 44 in de Single Top 100 / Alarmschijf                          |
| Right there                                                   | 20-06-2011            | 25-06-2011            | tip10           | -            | met 50 Cent                                                        |

| Single met hitnotering(en) in de Vlaamse Ultratop 50 | Datum van verschijnen | Datum van binnenkomst | Hoogste positie | Aantal weken | Opmerkingen                          |
| ---------------------------------------------------- | --------------------- | --------------------- | --------------- | ------------ | ------------------------------------ |
| Come to me                                           | 2006                  | 28-10-2006            | 25              | 15           | met P. Diddy                         |
| Baby love                                            | 2007                  | 27-10-2007            | tip2            | -            | met will.i.am                        |
| Scream                                               | 2008                  | 05-04-2008            | 15              | 12           | met Timbaland & Keri Hilson          |
| Jai ho! (You are my destiny)                         | 2009                  | 18-04-2009            | 3               | 17           | met A.R. Rahman & The Pussycat Dolls |
| Heartbeat                                            | 2010                  | 16-10-2010            | 36              | 5            | met Enrique Iglesias                 |
| Poison                                               | 2010                  | 29-01-2011            | tip15           | -            |                                      |
| Don't hold your breath                               | 2011                  | 02-04-2011            | tip2            | -            |                                      |
| Coconut tree                                         | 04-04-2011            | 21-05-2011            | 13              | 15           | met Mohombi                          |
| Wet                                                  | 03-10-2011            | 22-10-2011            | tip64           | -            |                                      |
| Fino all'estasi                                      | 2013                  | 27-07-2013            | tip90*          |              | met Eros Ramazzotti                  |
| Your love                                            | 2014                  | 28-06-2014            | tip88*          |              |                                      |